# Rogil
Rogil is een plaats (freguesia) in de Portugese gemeente Aljezur en telt 1 182 inwoners (2001).